# Kuluene
De Kuluene ook Culuene in de Mato Grosso, een deelstaat van Brazilië, is de bovenloop van de Xingu. Na de samenvloeiing met de Rio Sete de Setembro (Rivier van de Zevende September) aan de Fazenda Pontal do Xingu op de grens van de gemeente Canarana met de gemeente Gaúcha do Norte vormt zij de Xingu. Anderen houden het er op dat ze pas na de samenvloeiing met de Ronuro de Xingu vormt. 
De rivier werd ontdekt door Karl von den Steinen uit Cuiabá tussen 1884 en 1887. Hij beschreef ook de specifieke cultuur van de aan deze rivier levende Xingu-indianen.
De Albufeira Paranatinga is een stuwmeer op de grens van de regio Paranatinga met de regio Canarana op de Kuluene. Het is ook op de grens van de gemeente Paranatinga met de gemeente Planalto da Serra dat de Kuluene haar bron heeft.